# کولیانو
کولیانو (به ایتالیایی: Colliano) یک کومونه در ایتالیا است که در استان سالرنو واقع شده‌است.

## خصوصیات
کولیانو ۵۴ کیلومترمربع مساحت و ۳٬۸۱۳ نفر جمعیت دارد.